# Râle de Wolf
Aramides wolfi
Espèce
Statut de conservation UICN

 VU A2c+3c+4c;B1ab(i,ii,iii,v) : Vulnérable
Le Râle de Wolf (Aramides wolfi) est une espèce d'oiseaux de la famille des Rallidae.

## Répartition
Son aire s'étend à travers la région du Chocó (Colombie, Équateur et extrême nord du Pérou).